# Burton Bradstock
Burton Bradstock est un village et une paroisse civile du Dorset, en Angleterre. Il est situé à quatre kilomètres environ au sud-est de la ville de Bridport, sur la Jurassic Coast. Administrativement, il relève du district du West Dorset. Au moment du recensement de 2011, il comptait 948 habitants.